# Tan Tan Airport
Tan Tan Airport of Plage Blanche Airport is een klein vliegveld nabij Tan-Tan in Marokko. Het is een militair vliegveld dat ook gebruikt mag worden voor commerciële luchtvaart. 

## Statistieken
Vanwege een beveiligingsprobleem met de MediaWiki Graph-software is het momenteel niet mogelijk deze grafiek weer te geven. Zodra de software is bijgewerkt zal de grafiek vanzelf weer zichtbaar worden.
| Type                 | 2003 | 2005 | 2006 |
| -------------------- | ---- | ---- | ---- |
| Passagiers           | 27   | 1082 | 917  |
| Vracht (ton)         | 7    | -    | =    |
| Vliegtuig bewegingen | 18   | 104  | 132  |

## Maatschappijen en bestemmingen
- Royal Air Maroc (Casablanca, Guelmin)[2]

## Navigatie
Het vliegveld heeft één verharde landingsbaan: 03/24 met een lengte van 2000 meter en is daarmee geschikt voor kleinere (privé) jet-vliegtuigen en Turboprop vliegtuig.
De volgende radionavigatie hulpmiddelen zijn beschikbaar: VOR – NDB.